# 自然博物館駅
座標: 北緯31度14分18.2秒 東経121度27分28.2秒 / 北緯31.238389度 東経121.457833度
自然博物館駅（しぜんはくぶつかんえき）は、上海市静安区大田路山海関路に位置する上海地下鉄13号線の駅。

## 駅構造
- 島式ホーム1面2線の地下駅。ホームドア設置。

## 駅出口
- 1号出口：上海自然博物館、静安彫刻公園
- 3号出口：新閘路大田路

## 駅周辺
- 上海自然博物館
- 静安彫刻公園

## 歴史
- 2015年12月19日 - 13号線開業。

## 隣の駅
上海地下鉄
■13号線
漢中路駅 - 自然博物館駅 - 南京西路駅